# Simon Menyhért születése
A Simon Menyhért születése 1954-ben bemutatott fekete-fehér magyar filmdráma. A filmet Várkonyi Zoltán (Makk Károly közreműködésével) rendezte.
...a Simon Menyhért születése ... egy példátlan segélyakcióról (szól): miként segít meg egy maroknyi ember néhány másikat, akit nem is ismer. ...A Simon Menyhért születése a szovjet minták másolása helyett a hazai tradíciókhoz fordul: a jövő útja ez lesz a magyar filmben.

## Cselekmény
A film férfi főszereplője Simon István, egy erdész, aki a Bükk hegységnek egy távoli, magas szegletében él várandós feleségével egy erdészházában. A történet télen játszódik, nagy havazást jósolnak. Az erdész felesége, Éva, elmulasztja az utolsó lehetőségét annak, hogy eljusson az egri kórházba, és rövidesen beindulnak a szülési fájdalmak. Megmozdul az egész környék, hogy hogy segítsen a nehéz szülés előtt álló kismamának. A hómezőn gigantikus küzdelem folyik. Összefog erdész, favágó, vasutas, hogy a kis Simon Menyhért egészségesen megszülethessen.

## Szereplők
forrás:
- Szirtes Ádám – Simon István
- Mészáros Ági – Éva, Simon felesége
- Pécsi Sándor – Bonta
- Barsy Béla – Espersit József
- Solti Bertalan – Orvos
- Kováts Terus – Pintér néni, a bába
- Gózon Gyula – Lajos bácsi
- Bikádi György – Sándor

További szereplők
- Juhász József
- Szemethy Endre
- Bakos László
- Molnár Tibor
- Pethes Ferenc
- Orsolya Erzsi
- Joó László
- Kozma Ottó
- Kátay Vanda
- Sitkey Irén
- Ambrus András
- Pethő Endre
- Tamás Benö
- Derecskey Pál
- Hajdú Endre
- Horkai János